# Louis-Joseph Adam de Verdonne
Louis-Joseph Adam de Verdonne, né le 7 décembre 1753 à Soissons et mort le 6 novembre 1831 à Vailly, est un homme politique français.

## Biographie
Louis Joseph Adam de Verdonne est le fils de Jean Louis Adam, élu de l'élection de Soissons (1749-1779) puis conseiller honoraire de ladite élection (1784), membre de la Société d’agriculture de la généralité de Soissons, et de Anne Elisabeth Lasnier. Mme Adam est la marraine de Louise Marie Anne de Saint-Just, sœur cadette du révolutionnaire Saint-Just, née en 1768.
Le 8 septembre 1783, Adam de Verdonne, alors conseiller du roi et du duc d'Orléans et lieutenant général, civil, criminel et de police au bailliage royal et provincial du duché de Valois, épouse à Bonneuil-en-Valois Claudine Julie Laurens de Waru, fille d’Antoine Claude Emmanuel, avocat du roi au bailliage de Crepy, et de Françoise Claudine Mengin. De leur union naissent deux enfants : Louis Emmanuel Adam de Verdonne, né en 1784 et Julie Joséphine Adam de Verdonne, née en 1798.
Il est élu député du tiers état du bailliage de Crépy-en-Valois aux états généraux. Il prête le Serment du Jeu de Paume. Il est « un peu soupçonné d'Orléanisme » d'après un Dictionnaire de 1795.
Il est plus tard juge de paix à Vailly et conseiller général de l'Aisne de 1800 à 1806.